# Международная стандартная библейская энциклопедия
Международная стандартная библейская энциклопедия (англ. International Standard Bible Encyclopedia) — впервые вышла в 1915 году в чикагском издательстве Howard-Severance Co. под редакцией Джеймса Орра; данное издание находится в общественном использовании. Второе четырёхтомное пересмотренное и дополненное издание вышло в 1979—1995 годах в издательстве William B. Eerdmans Publishing Company под редакцией Джеффри Бромли.
Она имеет большой авторитет за свои подробные объяснения каждого важного слова, личности и места в Библии и апокрифах, это — стандарт, которым меряются все другие Библейские энциклопедии. Она содержит статьи около 200 учёных об археологических открытиях, языке и литературе Библейских земель, обычаях, семейной жизни, занятиях, исторической и религиозной среде людей Библии.